# Ла-Гранха (Чилі)

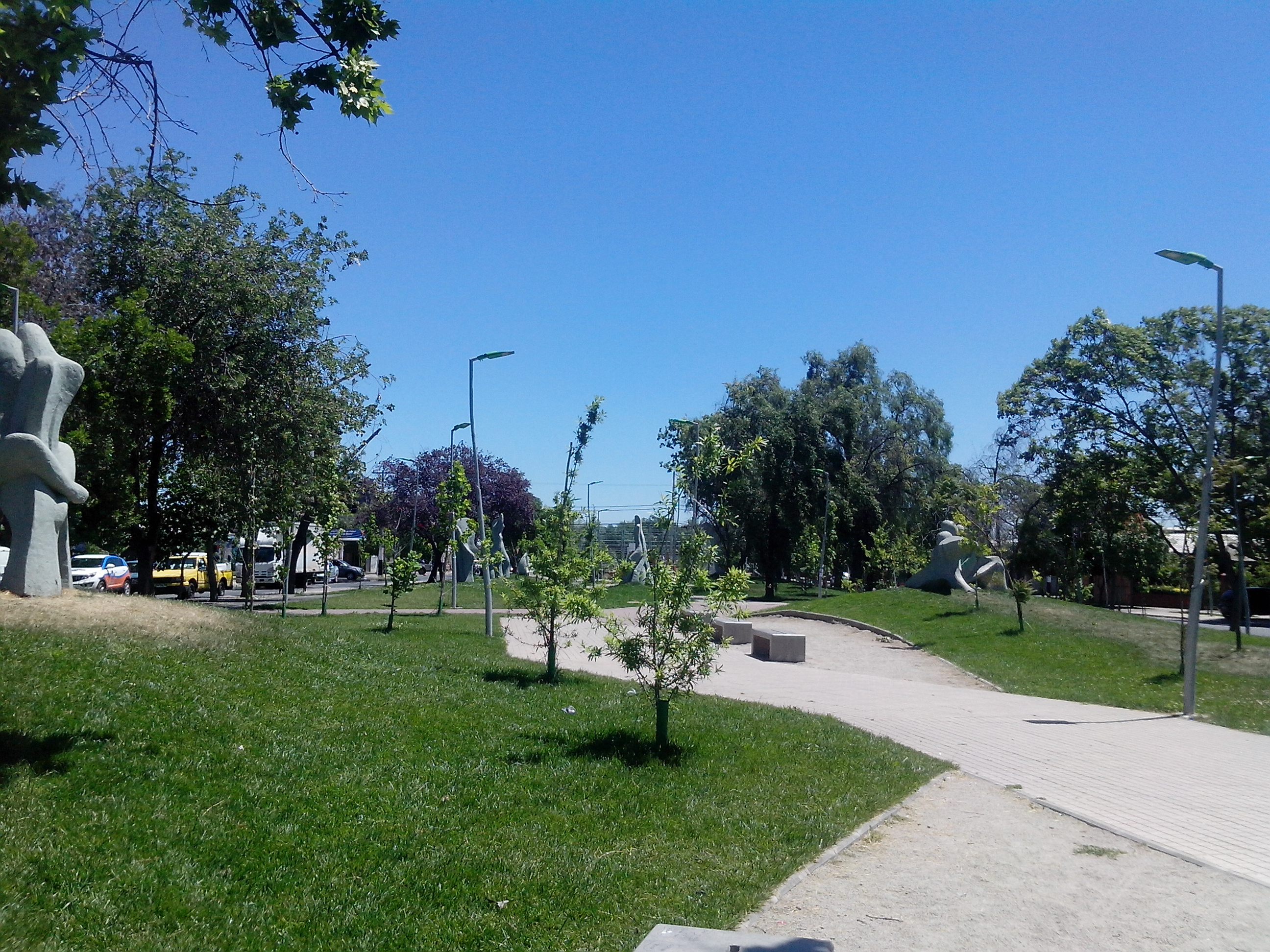
Парк Комбарбала

Ла-Гранха  (ісп. La Granja) — комуна в Чилі. Одна з міських комун міста Сантьяго. Входить до складу провінції Сантьяго і Столичного регіону.
Територія — 10 км². Чисельність населення — 116 571 осіб (2017). Щільність населення — 11 657,1 чол./км².

## Розташування
Комуна розташована на південь міста Сантьяго.
Комуна межує:
- на півночі — з комуною Сан-Хоакін
- на сході — з комуною Ла-Флорида
- на півдні — з комуною Ла-Пінтана
- на заході — з комуною Сан-Рамон